# Radio Brčko distrikta BiH
Radio Brčko distrikta BiH je distriktna radijska postaja Brčko distrikta BiH.

## Povijest
Radio Brčko distrikta BiH je treća najstarija radijska postaja u Bosni i Hercegovini. Osnovana je poslije RTV Sarajevo i Radija Tuzle.
Nastala je u Brčkom, 15. veljače 1960. godine. Program emitira 24h. Proizvodi 60% informativno-edukativnih i 40% glazbeno-zabavnih sadržaja vlastite prozvodnje. 
Područje pokrivenosti zemljopisno obuhvata: Brčko distrikt BiH, Bosansku Posavinu (Orašje, Bosanski Šamac, Modriča, Odžak, Bosanski Brod), Semberiju i Majevicu (Bijeljina, Ugljevik, Lopare, Zvornik), Tuzlansku županiju, (Tuzla, Srebrenik, Gradačac, Gračanica, Čelić), dio Hrvatske (Osijek, Đakovo, Vinkovci, Vukovar, Beli Manastir, Slavonski Brod, Županja, Ilok,), i dio Srbije (Loznica, Šid, Srijemska Mitrovica, Bačka Palanka, Šabac).

## Vanjske poveznice
- Portal Radio Brčko distrikta BiH  Arhivirana inačica izvorne stranice od 4. svibnja 2020. (Wayback Machine)